# Seven Sonnets of Michelangelo
Seven Sonnets of Michelangelo (Set sonets de Michelangelo), op. 22, és un cicle de cançons compostes per Benjamin Britten entre el març i l'octubre de 1940.
Va ser la primera obra composta per a Peter Pears, després vindrien molts més, tant cançons com personatges d'òpera. Britten i Pears es van conèixer arran de la mort d'un amic comú, el 1937. El maig de 1939 marxaven tots dos cap a Amèrica, primer a Canadà i després als Estats Units, per fer una sèrie de concerts i estudiar algunes ofertes de treball que li havien fet a Britten. L'esclat de la guerra els va trobar allà i no van tornar a Europa fins al 1942; llavors es van declarar oficialment objectors de consciència.